# Vitstjärtad näktergal
Vitstjärtad näktergal (Myiomela leucura) är en asiatisk tätting som numera placeras i familjen flugsnappare.

## Utseende och läte
Vitstjärtad näktergal är en medelstor tätting med en kroppslängd på 18 centimeter. Karakteristiskt för båda könen är de vita fläckarna på stjärtsidorna. Hanen är mörkt blåvart med gnistrande blå panna och vingknogar. Honan är genomgående olivbrun med nedre delen av halsen vitaktig.
Underarten cambodiana som vissa urskiljer som egen art (se nedan) skiljer sig genom att hanen saknar den blå pannan och har mer skifferfärgad kropp. Vingen är även kortare och näbben längre.
Sången beskrivs som vacker, en kort serie ringande och vanligen stigande silvriga toner. Det vanligaste lätet är ett tunt och ljust "tzin".

## Utbredning och systematik
Vitstjärtad näktergal förekommer i södra och sydöstra Asien. Den delas upp i tre underarter med följande utbredning:
- Myiomela leucura leucura – förekommer i bergstrakter från Nepal till Myanmar, Indokina och Malackahalvön
- Myiomela leucura cambodiana – förekommer i södra Kambodja (Chaine de l'Éléphant)
- Myiomela leucura montia – förekommer i bergstrakter på Taiwan

Sedan 2016 urskiljer Birdlife International och naturvårdsunionen IUCN cambodiana som den egna arten "kambodjanäktergal". 

### Släktestillhörighet
Tidigare inkluderades Myiomela i  Cinclidium. Flera genetiska studier visar dock att detta är felaktigt, där arterna i Myiomela är närmare släkt med blåstjärtarna i Tarsiger och rubinnäktergalarna i Calliope än med Cinclidium.

### Familjetillhörighet
Arten ansågs fram tills nyligen liksom bland andra stenskvättor, stentrastar, rödstjärtar vara små trastar. DNA-studier visar dock att de är marklevande flugsnappare (Muscicapidae) och förs därför numera till den familjen.

## Levnadssätt
Vitstjärtad näktergal förekommer i skuggig undervegetation i täta fuktiga städsegröna bergsskogar, på mellan 1200 och 2700 meters höjd. Den lever av insekter och bär som den födosöker huvudsakligen på marken, men också i låg undervegetation och är därmed mer trädlevande än arterna i Tarsiger. Fågeln häckar mellan april och juni i Himalaya, från april i Kina, så sent som i september i Myanmar och mars till april på Malackahalvön. Arten är huvudsakligen stannfågel.

## Status och hot
Internationella naturvårdsunionen IUCN behandlar cambodiana respektive leucura inklusive montia som två skilda arter och bedömer därför deras hotstatus var för sig, båda som livskraftiga men minskande i antal till följd av habitatförstörelse.